# Bảo tàng Sản xuất bia Lower Silesian ở Lwówek Śląski
Bảo tàng Nhà máy bia Lower Silesian ở Lwówek Śląski (tiếng Ba Lan: Muzeum Browarnictwa Dolnośląskiego w Lwówku Śląskim) là một bảo tàng nằm ở tầng hầm của nhà máy bia địa phương, tọa lạc tại số 7 Phố Traugutta, Lwówek Śląski, Ba Lan.

## Lược sử hình thành
Bảo tàng Nhà máy bia Lower Silesian ở Lwówek Śląski được thành lập vào năm 2010 với sự tham dự của Văn phòng Thống chế của tỉnh Dolnośląskie.

## Triển lãm
Bộ sưu tập của Bảo tàng Nhà máy bia Lower Silesian ở Lwówek Śląski hiện đang bao gồm các triển lãm liên quan đến lịch sử sản xuất bia ở cả Lwówek Śląski và Lower Silesia, bao gồm: các chai, đồ đóng chai, cốc, nhãn, biển hiệu và thùng bia từ khoảng 40 nhà máy bia ở Lower Silesian. Ngoài ra, Bảo tàng còn trưng bày một tủ làm mát bia được sản xuất vào năm 1905 và một thùng thép không gỉ được Nhà máy Krupp sản xuất cho Nhà máy bia Lviv vào năm 1935. Đặc biệt, khách tham quan Bảo tàng có cơ hội xem quy trình sản xuất bia trong nhà máy bia.

## Giờ mở cửa
Bảo tàng Nhà máy bia Lower Silesian ở Lwówek Śląski hoạt động quanh năm, các chuyến tham quan diễn ra theo nhóm sau khi có sự sắp xếp trước với Bảo tàng. Khách tham quan phải đủ tuổi hợp pháp để tham quan Bảo tàng và phải trả phí vào cửa. Phí vào cửa đã bao gồm việc nếm thử bia từ Nhà máy bia Lwówek.